# Aulacigastridae
Famille
Aulacigastridae  est une famille de diptères.

## Genres et espèces
La famille Aulacigastridae compte 4 genres et 18 espèces.
- Aulacigaster
  - Aulacigaster afghanorum
  - Aulacigaster africana
  - Aulacigaster borbonica
  - Aulacigaster falcata
  - Aulacigaster leucopeza
  - Aulacigaster mcalpinei
  - Aulacigaster neoleucopeza
  - Aulacigaster pappi
  - Aulacigaster perata
  - Aulacigaster sabroskyi
- Curiosimusca
  - Curiosimusca khooi
  - Curiosimusca maefangensis
  - Curiosimusca orientalis
- Echidnocephalodes
  - Echidnocephalodes barbatus
- Schizochroa
  - Schizochroa ecuadoriensis
  - Schizochroa melanoleuca
  - Schizochroa minuta
  - Schizochroa plesiomorphica